# Uludaş
Uludaş är en ort i Azerbajdzjan.   Den ligger i distriktet Qəbələ, i den centrala delen av landet, 190 km väster om huvudstaden Baku. Uludaş ligger 650 meter över havet och antalet invånare är 1 501.
Terrängen runt Uludaş är varierad. Närmaste större samhälle är Qutqashen, 8,7 km öster om Uludaş. 
Omgivningarna runt Uludaş är en mosaik av jordbruksmark och naturlig växtlighet. Runt Uludaş är det ganska tätbefolkat, med 58 invånare per kvadratkilometer.